# Whitney Houston (album)
Pour les articles homonymes, voir Houston (homonymie).
Albums de Whitney Houston
Whitney
(1987)
Singles
1. Hold Me
Sortie : 24 mai 1984
2. You Give Good Love
Sortie : 22 février 1985
3. All at Once
Sortie : 24 mars 1985
4. Saving All My Love for You
Sortie : 13 août 1985
5. Thinking About You
Sortie : octobre 1985
6. How Will I Know
Sortie : 22 novembre 1985
7. Greatest Love of All
Sortie : 18 mars 1986

Whitney Houston est le premier album studio de Whitney Houston, sorti le 14 février 1985 chez Arista Records.
L'album sera numéro un au Billboard 200 américain pendant quatorze semaines et trois singles atteindront la première place du Billboard Hot 100 : Saving All My Love for You, How Will I Know, et Greatest Love of All, qui en fait à la fois le premier album d'un nouvel artiste et le premier album d'une artiste féminine solo à produire trois singles numéro un aux États-Unis.
La révélant au public mondial avec des millions de disques vendus, il fut un des plus grands succès d'une artiste féminine des années 80. Avec plus de 25 millions d'exemplaires vendus dans le monde, Whitney Houston est devenu l'un des albums les plus vendus de tous les temps,.
Lors de la 28e cérémonie des Grammy Awards en 1986, l'album Whitney Houston reçoit quatre nominations, dont celle de l'album de l'année, et en remporte une, celle de la meilleure prestation pop vocale féminine, pour Saving All My Love for You. Lors de la 29e cérémonie des Grammy Awards en 1987, la chanson de l'album Greatest Love of All est nommée pour l'enregistrement de l'année. L'album figure dans la liste des 500 plus grands albums de tous les temps du magazine Rolling Stone dans ses trois éditions,.

## Singles
Le label de Whitney Houston, Arista, qui souhaite qu'elle ait d'abord une base solide de fans urbains, sort You Give Good Love en tant que premier single de l'album (sans compter le duo avec Teddy Pendergrass, Hold Me, sorti en 1984). You Give Good Love se classe en tête du classement R&B et surprend la maison de disques en atteignant la troisième place du classement Billboard Hot 100 aux États-Unis, alors que la chanteuse se produit dans des boîtes de nuit aux États-Unis,. La chanson Saving All My Love for You connaît un plus grand succès, atteignant la première place du Billboard Hot 100. Il atteint la première place au Royaume-Uni et connaît le succès dans le monde entier. Avec son premier numéro, Whitney Houston commence à apparaître dans des talk-shows et assure la première partie des concerts de Jeffrey Osborne et Luther Vandross. Le single suivant Thinking About You n'a été diffusé que sur les stations de radio américaines orientées vers le R&B et atteint la 10e place du classement R&B et la 24e place du classement Hot Dance/Disco Club Play,.
À la fin de l'année 1985, le single suivant est How Will I Know. Avec son clip décrit comme « coloré » et « énergique », la chanson permet à la chanteuse d'atteindre le public adolescent et MTV, que les artistes noirs avaient alors trouvé difficile à séduire aux États-Unis. Elle devient un autre single numéro un pour Whitney Houston, en tête du Billboard Hot 100 et du classement R&B,. Le dernier single de l'album, Greatest Love of All, reprise d'une chanson de George Benson enregistrée en 1977, est devenu le plus grand succès de l'album en restant trois semaines au sommet du Hot 100. Avec Greatest Love of All et son premier album en tête du classement des singles et des albums respectivement, Whitney Houston est devenue la première artiste féminine à avoir un single et un album numéro un simultanément depuis Kim Carnes en 1981 avec Bette Davis Eyes et Mistaken Identity. La chanson All at Once est diffusée uniquement sur les stations de radio avec un format « adult contemporary » et « urban adult contemporary » en 1986. Elle est largement diffusée et peut encore être entendu sur les stations d'adult contemporary. Cependant, la chanson est sortie en single au Japon et dans de nombreux pays européens et rencontre le succès en Belgique, en Italie et aux Pays-Bas notamment,. Take Good Care of My Heart, l'un des deux duos avec Jermaine Jackson sur l'album, est également sorti en tant que single promotionnel au Panama et aux États-Unis,.

## Récompenses
Lors de la 28e cérémonie des Grammy Awards en 1986, Whitney Houston reçoit quatre nominations — l'album de l'année, la meilleure prestation pop vocale féminine pour Saving All My Love for You, meilleure prestation vocale féminine R&B et meilleure chanson rhythm and blues pour You Give Good Love — et permet à Whitney Houston de remporter son premier prix Grammy, celui de la meilleure prestation vocale féminine pop,. En outre, la chanson Greatest Love of All, qui est une reprise de The Greatest Love of All, enregistrée à l'origine par George Benson en 1977 pour le film Le Plus Grand, est nommée enregistrement de l'année en 1987.

## Pistes
| 1.    | You Give Good Love                                      | La La                                                      | Kashif           | 4:37 |
| 2.    | Thinking About You                                      | - Kashif - La La                                           | Kashif           | 5:24 |
| 3.    | Someone for Me                                          | - Raymond Jones - Freddie Washington                       | Jermaine Jackson | 4:58 |
| 4.    | Saving All My Love for You                              | - Michael Masser - Gerry Goffin                            | Masser           | 3:58 |
| 5.    | Nobody Loves Me Like You Do (duo avec Jermaine Jackson) | - James P. Dunne - Pamela Phillips                         | Jackson          | 3:48 |
| 6.    | How Will I Know                                         | - George Merrill - Shannon Rubicam - Narada Michael Walden | Walden           | 4:35 |
| 7.    | All at Once                                             | - Jeffrey Osborne - Masser                                 | Masser           | 4:28 |
| 8.    | Take Good Care of My Heart (duo avec Jermaine Jackson)  | - Peter McCann - Steve Dorff                               | Jackson          | 4:15 |
| 9.    | Greatest Love of All                                    | - Linda Creed - Masser                                     | Masser           | 4:51 |
| 10.   | Hold Me (duo avec Teddy Pendergrass)                    | - Creed - Masser                                           | Masser           | 6:00 |
| 46:54 |                                                         |                                                            |                  |      |

## Personnel
- Whitney Houston – chant
- Jermaine Jackson – chant (5, 8), producteur, chœurs
- Teddy Pendergrass – chant (10)
- Premik Russell Tubbs – saxophone
- Ernie Watts – saxophone
- Tom Scott – saxophone (4)
- John Barnes – clarinette et claviers
- Robbie Buchanan – claviers
- Randy Kerber – claviers
- Yvonne Lewis – claviers
- Richard Marx – claviers, chœurs
- Nathan East – basse
- Freddie Washington – basse
- Randy Jackson – basse
- Preston Glass – synthétiseur
- Greg Phillinganes – synthétiseur
- Ed Greene – batterie
- John "J.R." Robinson – batterie
- J.T. Lewis – batterie
- Steve Rucker – batterie
- Paul Leim – batterie
- Cissy Houston – chœurs
- Julia Waters Tillman – chœurs
- Maxine Willard Waters – chœurs
- Oren Waters – chœurs
- Yogi Lee – chœurs
- Mary Canty – chœurs
- Deborah Thomas – chœurs
- Paul Jackson, Jr. – guitare
- Dann Huff – guitare
- Tim May – guitare
- Ira Siegel – guitare
- Bashiri Johnson – percussion[29]
- David Williams – guitare
- Louie Shelton – guitare
- Corrado Rustici – guitare
- Michael Masser – producteur
- Clive Davis – producteur délégué
- Michael Barbiero – mixage, ingénieur du son
- Michael Mancini – ingénieur du son
- Michael O'Reilly – mixage, ingénieur du son
- Russell Schmitt – ingénieur du son
- Bill Schnee – mixage
- Gene Page Jr. – arrangements
- Kashif – arrangements, producteur, chœurs
- Narada Michael Walden – arrangements, producteur
- Donn Davenport – direction artistique
- Garry Gross – photographie
- Tiagi Lambert – styliste de mode
- Giovanne De Maura – robe (pochette)
- Norma Kamali – maillot de bain (pochette)
- Quietfire – maquillage
- Brenda Gorsky – coordinatrice
- Jeffrey Woodly – coiffeur

## Classements et certifications
| Classement (1985–1986)               | Meilleure position |
| ------------------------------------ | ------------------ |
| Allemagne de l'Ouest (Media Control) | 2                  |
| Australie (Kent Music Report),       | 1                  |
| Autriche (Ö3 Austria Top 40)         | 9                  |
| Canada (Canadian Albums)             | 1                  |
| États-Unis (Billboard 200)           | 1                  |
| États-Unis (Top Black Albums)        | 1                  |
| Europe (European Top 100 Albums)     | 3                  |
| Finlande (Suomen virallinen lista)   | 2                  |
| France (SNEP)                        | 13                 |
| Italie (DI)                          | 1                  |
| Japon (Music Labo)                   | 4                  |
| Norvège (VG-lista)                   | 1                  |
| Nouvelle-Zélande (RIANZ)             | 3                  |
| Pays-Bas (Mega Album Top 100)        | 5                  |
| Royaume-Uni (UK Albums Chart)        | 2                  |
| Suède (Sverigetopplistan)            | 1                  |
| Suisse (Schweizer Hitparade)         | 2                  |

| Classement (2010–2012)       | Meilleure position |
| ---------------------------- | ------------------ |
| Argentine (CAPIF)            | 14                 |
| Autriche (Ö3 Austria Top 40) | 44                 |
| Corée du Sud (Gaon)          | 91                 |
| États-Unis (Billboard 200)   | 9                  |
| Italie (FIMI)                | 72                 |
| Suisse (Schweizer Hitparade) | 71                 |

| Classement (2023)            | Meilleure position |
| ---------------------------- | ------------------ |
| Belgique (Wallonie Ultratop) | 164                |
| Écosse (OCC)                 | 51                 |
| Royaume-Uni (R&B Albums)     | 3                  |

| Classement (1985)                | Position |
| -------------------------------- | -------- |
| Canada (Top Albums)              | 30       |
| États-Unis (Billboard 200)       | 29       |
| États-Unis (Top Black Albums)    | 4        |
| Europe (European Top 100 Albums) | 18       |
| Nouvelle-Zélande (RMNZ)          | 26       |

| Classement (1986)                         | Position |
| ----------------------------------------- | -------- |
| Allemagne de l'Ouest (Offizielle Top 100) | 4        |
| Australie (Kent Music Report)             | 1        |
| Autriche (Ö3 Austria)                     | 17       |
| Canada (Top Albums)                       | 1        |
| États-Unis (Billboard 200)                | 1        |
| États-Unis (Top Black Albums)             | 1        |
| Europe (European Top 100 Albums)          | 4        |
| Japon (Oricon)                            | 17       |
| Nouvelle-Zélande (RMNZ)                   | 3        |
| Pays-Bas (Album Top 100)                  | 8        |
| Royaume-Uni (OCC)                         | 5        |
| Suisse (Schweizer Hitparade)              | 1        |

| Classement (1987)                     | Position |
| ------------------------------------- | -------- |
| Canada (Top Albums)                   | 78       |
| Europe Top 100 Albums (Music & Media) | 76       |
| États-Unis (Billboard 200)            | 22       |
| Nouvelle-Zélande (RMNZ)               | 36       |

| Classement (2012)          | Position |
| -------------------------- | -------- |
| États-Unis (Billboard 200) | 198      |

| Classement (1980–1989)        | Position |
| ----------------------------- | -------- |
| Australie (Kent Music Report) | 5        |
| États-Unis (Billboard 200)    | 3        |

| Classement                        | Position |
| --------------------------------- | -------- |
| États-Unis (Billboard 200)        | 11       |
| États-Unis (Billboard 200 Femmes) | 6        |

### Certifications
| Région | Certification | Ventes/Streams |
| --- | ------------- | -------------- |
| Afrique du Sud (RIAS)                                                                                         | Or            | 25 000*        |
| Allemagne (BM)                                                                                                | Platine       | 500 000^       |
| Australie (ARIA)                                                                                              | 5 × Platine   | 350 000        |
| Autriche (IFPI)                                                                                               | Platine       | 50 000*        |
| Belgique (BEA)                                                                                                | Or            | 25 000*        |
| Canada (Music Canada)                                                                                         | Diamant       | 1 000 000^     |
| Danemark (IFPI)                                                                                               | Or            | 50 000^        |
| États-Unis (RIAA)                                                                                             | 14 × Platine  | 14 000 000^    |
| Finlande (IFPI)                                                                                               | Or            | 29 109         |
| France (SNEP)                                                                                                 | Or            | 100 000*       |
| Hong Kong (IFPI)                                                                                              | Platine       | 20 000*        |
| Italie (FIMI)                                                                                                 | Platine       | 250 000        |
| Norvège (IFPI)                                                                                                | Platine       | 100 000        |
| Nouvelle-Zélande (RMNZ)                                                                                       | 2 × Platine   | 30 000^        |
| Pays-Bas (NVPI)                                                                                               | Platine       | 100 000^       |
| Royaume-Uni (BPI)                                                                                             | 4 × Platine   | 1 200 000^     |
| Suède (GLF)                                                                                                   | 2 × Platine   | 200 000^       |
| Suisse (IFPI)                                                                                                 | Platine       | 50 000*        |
| Résumé |               |                |
| Monde |               | 25 000 000     |
| *Ventes selon la certification ^Mise en rayon selon la certification ‡ventes/streaming selon la certification |               |                |